# Spanisches Vierspringerspiel
|   | a | b | c | d | e | f | g | h |   |
| 8 |   |   |   |   |   |   |   |   | 8 |
| 7 |   |   |   |   |   |   |   |   | 7 |
| 6 |   |   |   |   |   |   |   |   | 6 |
| 5 |   |   |   |   |   |   |   |   | 5 |
| 4 |   |   |   |   |   |   |   |   | 4 |
| 3 |   |   |   |   |   |   |   |   | 3 |
| 2 |   |   |   |   |   |   |   |   | 2 |
| 1 |   |   |   |   |   |   |   |   | 1 |
|   | a | b | c | d | e | f | g | h |   |

Diagramm 1: Spanisches Vierspringerspiel (Stellung nach 4. Lf1–b5)
Das Spanische Vierspringerspiel ist eine Eröffnungsvariante im Schach, die sich aus dem Vierspringerspiel ergeben kann. In der Eröffnungssystematik der ECO-Codes ist dieses Abspiel unter den Schlüsseln C48 und C49 klassifiziert.
Das Spanische Vierspringerspiel entsteht nach den Zügen (siehe auch: Schachnotation)
1. e2–e4 e7–e5
2. Sg1–f3 Sb8–c6
3. Sb1–c3 Sg8–f6
4. Lf1–b5 (siehe Diagramm 1)

## Rubinstein-Variante
|   | a | b | c | d | e | f | g | h |   |
| 8 |   |   |   |   |   |   |   |   | 8 |
| 7 |   |   |   |   |   |   |   |   | 7 |
| 6 |   |   |   |   |   |   |   |   | 6 |
| 5 |   |   |   |   |   |   |   |   | 5 |
| 4 |   |   |   |   |   |   |   |   | 4 |
| 3 |   |   |   |   |   |   |   |   | 3 |
| 2 |   |   |   |   |   |   |   |   | 2 |
| 1 |   |   |   |   |   |   |   |   | 1 |
|   | a | b | c | d | e | f | g | h |   |

Diagramm 2: Die Rubinstein-Variante nach 8. e4–e5
Die Rubinstein-Variante (auch Rubinstein-Gegengambit) wird mit 4. … Sc6–d4 eingeleitet, Schwarz greift den Läufer b5 an und opfert den Bauern auf e5 (das Gambit). Dieses Abspiel ist benannt nach dem polnischen Meisterspieler Akiba Rubinstein, der zwischen 1910 und 1930 den Springerzug öfter gespielt und analysiert hat. Es wurden nun schon folgende Fortsetzungen in der Praxis angewandt:
- 5. Sf3xd4, 5. Lb5–e2, 5. 0–0, 5. Lb5–c4 und die schärfste Fortsetzung:
- 5. Sf3xe5, mit der Hauptvariante 5. … Dd8–e7 6. f2–f4 Sd4xb5 7. Sc3xb5 d7–d6. In einem Match zwischen Efim Bogoljubow und Rubinstein 1920 in Stockholm nahm Bogoljubow in drei Partien das Bauernopfer auf e5 an und gewann alle Partien nach taktischen Verwicklungen im Mittelspiel.
- 5. Lb5–a4 gilt Ende des 20. und Anfang des 21. Jahrhunderts als anspruchsvollste weiße Erwiderung auf das Rubinstein-Gambit. Auf Großmeisterniveau der erweiterten Weltspitze ist der Russe Alexander Motyljow ein Anhänger dieser Variante. Unter anderem gewann Motyljow damit bei der FIDE-K.o.-Weltmeisterschaft 2002 Partien gegen Alexei Schirow und Alexander Grischtschuk. 
Weiß möchte mit Lb5–a4 seinen weißfeldrigen Läufer behalten und schlägt erst im nächsten Zug den Gambitbauern auf e5. Die Hauptfortsetzung ist nun:
  - 5. … Lf8–c5 6. Sf3xe5 0–0 7. Se5–d3 Lc5–b6 8. e4–e5 (siehe Diagramm 2).

Im Turnier von Wijk aan Zee 2007 kam es zuletzt zwischen Motyljow und Magnus Carlsen zu dieser Stellung, üblich ist nun die Fortsetzung 8. … Sf6–e8, Carlsen bot aber mit 8. … c7–c6 ein Figurenopfer an, das Motyljow aufgrund seines unrochierten Königs nicht annehmen wollte. Die Partie endete nach verwickeltem Spiel schließlich mit einem Remis.

## Symmetrie-Variante
|   | a | b | c | d | e | f | g | h |   |
| 8 |   |   |   |   |   |   |   |   | 8 |
| 7 |   |   |   |   |   |   |   |   | 7 |
| 6 |   |   |   |   |   |   |   |   | 6 |
| 5 |   |   |   |   |   |   |   |   | 5 |
| 4 |   |   |   |   |   |   |   |   | 4 |
| 3 |   |   |   |   |   |   |   |   | 3 |
| 2 |   |   |   |   |   |   |   |   | 2 |
| 1 |   |   |   |   |   |   |   |   | 1 |
|   | a | b | c | d | e | f | g | h |   |

Diagramm 3: Totale Symmetrie (Stellung nach 8. … Sc6–d4)
4. … Lf8–b4 geht nach 5. 0–0 0–0 6. d2–d3 d7–d6 in die symmetrische Variante des Vierspringerspiels über. 7. Lc1–g5 droht die Aufreißung der schwarzen Rochadestellung, beginnend durch 8. Sc3–d5. Schwarz verhindert dies meist mit 7. … Lb4xc3 und nach 8. b2xc3 Dd8–e7 9. Tf1–e1 Sc6–d8 ergibt sich die Metger-Verteidigung. Möglich ist für Schwarz allerdings auch das Beibehalten der Symmetrie, indem er die nächsten weißen Züge kopiert: Nach 7. Lc1–g5 Lc8–g4 8. Sc3–d5 Sc6–d4 entsteht eine kuriose Stellung (siehe Diagramm 3), die Symmetrie kann weiter mit 9. Sd5xb4 Sd4xb5 10. Sb4–d5 Sb5–d4 aufrechterhalten werden. Aufgrund des Anzugsvorteils behält Weiß ein geringes Übergewicht, da er früher konkrete Drohungen gegen den schwarzen König aufstellen kann, eingeleitet mit 11. Lg5xf6.

## 4. … Lf8–d6
4. … Lf8–d6 ist eine moderne Antwort. Schwarz sperrt temporär seinen weißfeldrigen Läufer ein, um den Bauern e5 zu verteidigen. Der Lc8 wird später typischerweise nach kurzer Rochade, ... Te8, ... Lf8 und d5 befreit. Er kann aber auch entweder durch ... a7–a6, ... b7–b5 und ... Lc8–b7 fianchettiert oder durch d7xc6 als Reaktion auf weißes Lb5xc6 entwickelt werden.

## 4. … d7–d6
4. … d7–d6 ist eine solide Verteidigung, die den Bauern e5 deckt, allerdings den schwarzfeldrigen Läufer einsperrt. Durch 5. d2–d4 ergäbe sich die Alte Steinitz-Verteidigung der Spanischen Partie.

## Ranken-Variante
4. … a7–a6, benannt nach dem britischen Geistlichen und Schachspieler Charles Edward Ranken (1828–1905). Sie gilt wegen der Fortsetzung 5. Lb5xc6 d7xc6 6. Sf3xe5 als minderwertig und spielt deswegen in der modernen Turnierpraxis keine Rolle.

## Klassische Variante
4. … Lf8–c5 spielt in der modernen Turnierpraxis ebenfalls keine große Rolle, da Weiß das gute Scheinopfer 5. Sf3xe5 anbringen kann; nach 5. … Sc6xe5 gewinnt er mit der Bauerngabel 6. d2–d4 die geopferte Figur zurück. 5. … Lc5xf2+ nimmt Weiß zwar das Rochaderecht, aber 6. Ke1xf2 Sc6xe5 7. d2–d4 gibt ihm das Übergewicht im Zentrum. Hier wird 7. … Se5–g4+ mit 8. Kf2–g1 nebst h2–h3 beantwortet.